# Oriolus steerii
Oriolus steerii là một loài chim trong họ Oriolidae.